# Грядинський Федір Павлович
Федір Павлович Грядинський (Гридинський) (нар. 1893, місто Сестрорєцьк Санкт-Петербурзької губернії, тепер у складі Курортного району Санкт-Петербурга, Російська Федерація — розстріляний 10 лютого 1938, місто Москва, тепер Російська Федерація) — радянський державний і партійний діяч, голова виконавчого комітету Центрально-Чорноземної обласної ради, голова виконавчого комітету Західно-Сибірської крайової ради. Член ВЦВК, ЦВК СРСР. Кандидат у члени ЦК ВКП(б) у 1927—1937 роках.

## Життєпис
Народився в родині робітника. У 1904 році закінчив початкову земську школу, в 1906 році — двокласне міністерське училище в Сестрорєцьку.
У 1906—1912 роках — токар по металу Сестрорєцького збройового заводу. У 1909 році закінчив ремісничу школу при Сестрорєцькому збройовому заводі.
Член РСДРП(б) з травня 1912 року.
У 1912—1913 роках — токар по металу Санкт-Петербурзького патронного заводу. У 1913 — жовтні 1914 року — токар по металу гарматного заводу «Старий Лесснер» у Санкт-Петербурзі; токар по металу Сестрорєцького збройового заводу. Декілька раз був заарештований, перебував у адміністративному засланні.
У жовтні 1914 — березні 1917 року — в російській імператорській армії: рядовий електротехнічного батальйону 15-ї Кавказької дивізії в Петрограді, Пскові та Двинську.
У 1918—1920 роках — на політичній роботі в Червоній армії, учасник громадянської війни в Росії. 29 січня — 5 червня 1919 року — військовий комісар 2-ї стрілецької дивізії (Московський військовий округ, Східний фронт, 5-а армія, Туркестанська армія). 16 жовтня — 16 листопада 1919 року — військовий комісар 6-ї стрілецької дивізії (7-а армія).
У квітні 1920 — квітні 1921 року — голова Петроградської районної ради в місті Петрограді.
У квітні 1921 — квітні 1923 року — відповідальний організатор Петроградського районного комітету РКП(б) міста Петрограда.
У квітні 1923 — вересні 1924 року — заступник голови Петроградської міської спілки споживчих товариств.
У вересні 1924 — грудні 1925 року — уповноважений Народного комісаріату зовнішньої і внутрішньої торгівлі СРСР по Ленінградській губернії.
У грудні 1925 — травні 1927 року — відповідальний секретар Василеостровського районного комітету ВКП(б) міста Ленінграда.
У травні 1927 — червні 1928 року — завідувач торгівельного відділу виконавчого комітету Ленінградської обласної ради.
З травня по серпень 1928 року — голова Організаційного комітету Президії ВЦВК по Центрально-Чорноземній області.
У серпні 1928 — січні 1930 року — голова виконавчого комітету Центрально-Чорноземної обласної ради в місті Воронежі.
У січні — серпні 1930 року — заступник народного комісара зовнішньої і внутрішньої торгівлі СРСР.
26 серпня 1930 — 15 серпня 1937 року — голова виконавчого комітету Західно-Сибірської крайової ради в місті Новосибірську.
10 серпня 1937 року заарештований органами НКВС. Засуджений Військовою колегією Верховного суду СРСР 8 лютого 1938 року до страти, розстріляний 10 лютого 1938 року. Похований на полігоні «Комунарка» біля Москви.
17 березня 1956 року реабілітований, 22 березня 1956 року посмертно відновлений в партії.

## Нагороди
- орден Леніна (15.03.1935)